# Diplazium hellwigii
Diplazium hellwigii är en majbräkenväxtart som beskrevs av John T. Mickel och Joseph M. Beitel.
Diplazium hellwigii ingår i släktet Diplazium och familjen Athyriaceae. Inga underarter finns listade i Catalogue of Life.